# Miku Hatsune

Miku Hatsune Logo

Miku Hatsune (japanisch 初音 ミク, Hatsune Miku) ist eine virtuelle Figur im Manga-Stil. Sie wurde ursprünglich als Maskottchen für eine gleichnamige synthetische Stimme des Software-Synthesizers Vocaloid2 erschaffen. Gezeichnet wurde sie vom japanischen Mangaka und Illustrator Kei Garō.
Miku Hatsune wurde 2007 erstmals der Öffentlichkeit vorgestellt und wurde rasch bekannt. So tauchte sie zunächst in von Fans erstellten Musikvideos auf Nico Nico Douga auf und wurde durch diverse Adaptionen zunehmend populär. Schließlich wurde Miku Hatsune als „eigenständiges Produkt“ vermarktet und in zahlreichen Medien adaptiert. 2008 wurde Miku Hatsune zur ersten synthetischen Pop-Ikone und erhielt den Seiun-Preis in der freien Kategorie.
Nach Angaben von Crypton wurden bis 2013 über 100.000 Stücke mit der Stimme Miku Hatsunes veröffentlicht, 170.000 Videos mit ihr auf Youtube hochgeladen und etwa 1.000.000 Illustrationen mit ihr erstellt.

## Beziehung zur Vocaloid-Reihe
“Freely Tomorrow” – Mitchie Mⓘ

Beispiel für einen Song
 erstellt mit Vocaloid Software
 mit Vocals von Hatsune Miku.
Als Figur im Manga-Stil zierte Miku Hatsune die Verpackung der als Hatsune Miku bezeichneten Stimme und war somit Bestandteil des ersten am 31. August 2007 veröffentlichten Produkts einer Reihe von Crypton produzierter Stimmen für Vocaloid 2. Ihr Name war zugleich eine Anspielung auf die erste Veröffentlichung und setzt sich aus den Bestandteilen Hatsu (初, dt. „Erster“), Ne (音, dt. „Klang“) und Miku (未来, dt. „Zukunft“) zusammen, also „erster Klang aus der Zukunft“. Ihr Vorname wird häufig auch mit der Zahl 39 assoziiert, da mi auch „3“ und ku auch „9“ bedeutet. 2023 gewann Hatsune Miku den Japan Naming Award als bester Produktname.
Im Gegensatz zu üblichen Anime-Figuren besaß Miku damit auch ihre eigene Stimme, die durch Vocaloid synthetisiert wird. Die Daten zur Beschreibung des zu Grunde liegenden Sprachmodells für die Software stammen von der japanischen Seiyū Saki Fujita. Jedoch wurde ihre Stimme nicht wie sonst üblich an die allgemeine Umgangssprache angepasst, sondern speziell für die Erstellung von J-Pop-Titeln ausgelegt, wie sie in Animes üblich sind, insbesondere für ein Tempo von 70 bis 150 bpm und einem optimalen Stimmumfang von A3 bis E5.
Am 30. April 2010 erschien die Erweiterung Miku Append, die ihr sechs neue Stimmvariationen hinzufügte:
| Name  | Beschreibung der Stimme                   | Tempo [bpm] | optimaler Stimmumfang |
| ----- | ----------------------------------------- | ----------- | --------------------- |
| Sweet | „enthält viele Seufzer, süß flüsternd“    | 55–155      | F3–D5                 |
| Dark  | „ausgeglichen, leicht melancholisch“      | 60–145      | D3–B4                 |
| Soft  | „sanft und anmutig“                       | 70–150      | A3–E5                 |
| Light | „lebhaft, kräftig und hell“               | 85–175      | A3–D5                 |
| Vivid | „deutlich und klar wie bei Sprechübungen“ | 95–180      | G3–D5                 |
| Solid | „steif und angespannt“                    | 65–160      | D3–C5                 |

Am 31. August 2013 wurde eine englische Sprachfassung namens Hatsune Miku V3 English veröffentlicht, die auf der neueren Vocaloid-3-Software basiert. Diese Variante ist optimiert für ein Tempo von 100–130 bpm und einen Stimmumfang von B2–B3.
Am 26. September 2013 erschien die japanische Vocaloid-3-Neufassung mit den Variationen Original (Stimmumfang A2–E4), Sweet (F2–D4), Dark (D2–B3), Soft (A2–E4) und Solid (D2–C4) mit weitgehend gleichen Eigenschaften wie die Vocaloid-2-Fassungen, jedoch geändertem Stimmumfang, der zwar von der Anzahl der Oktaven gleich blieb, aber um je eine Oktave abgesenkt wurde.
Am 30. September 2016 erschien die japanische Vocaloid-4-Neufassung, zeitgleich mit der Englischen Neufassung. Ein Jahr später, am 5. September 2017 erschien, ebenfalls für Vocaloid 4, erstmals eine Chinesische Variante
Im Dezember 2019 gab Crypton Future Media bekannt, an einer neuen Version von Hatsune Miku zu arbeiten, diese sollte unabhängig von Vocaloid in einer eigenständigen Software namens Piapro Studio funktionieren. Piapro Studio wurde von Crypton Future Media selbst entwickelt, im Vergleich zu Vocaloid, welche von Yamaha entwickelt wurde. Die Software wurde im August 2020 veröffentlicht.
Am 1. August 2024 kündigte Crypton Future Media an, an einer neuen Version zu arbeiten, die im Verlauf des Jahres 2024 für Vocaloid 6 veröffentlicht werden soll. Diese Version soll sich durch KI-Unterstützung auszeichnen und somit ein deutlich flüssigeren Gesang bieten. Mit dieser Maßnahme reagiert Crypton Future Media auf die wachsende Konkurrenz an synthetischen KI Gesangstimmen.

## Erscheinung

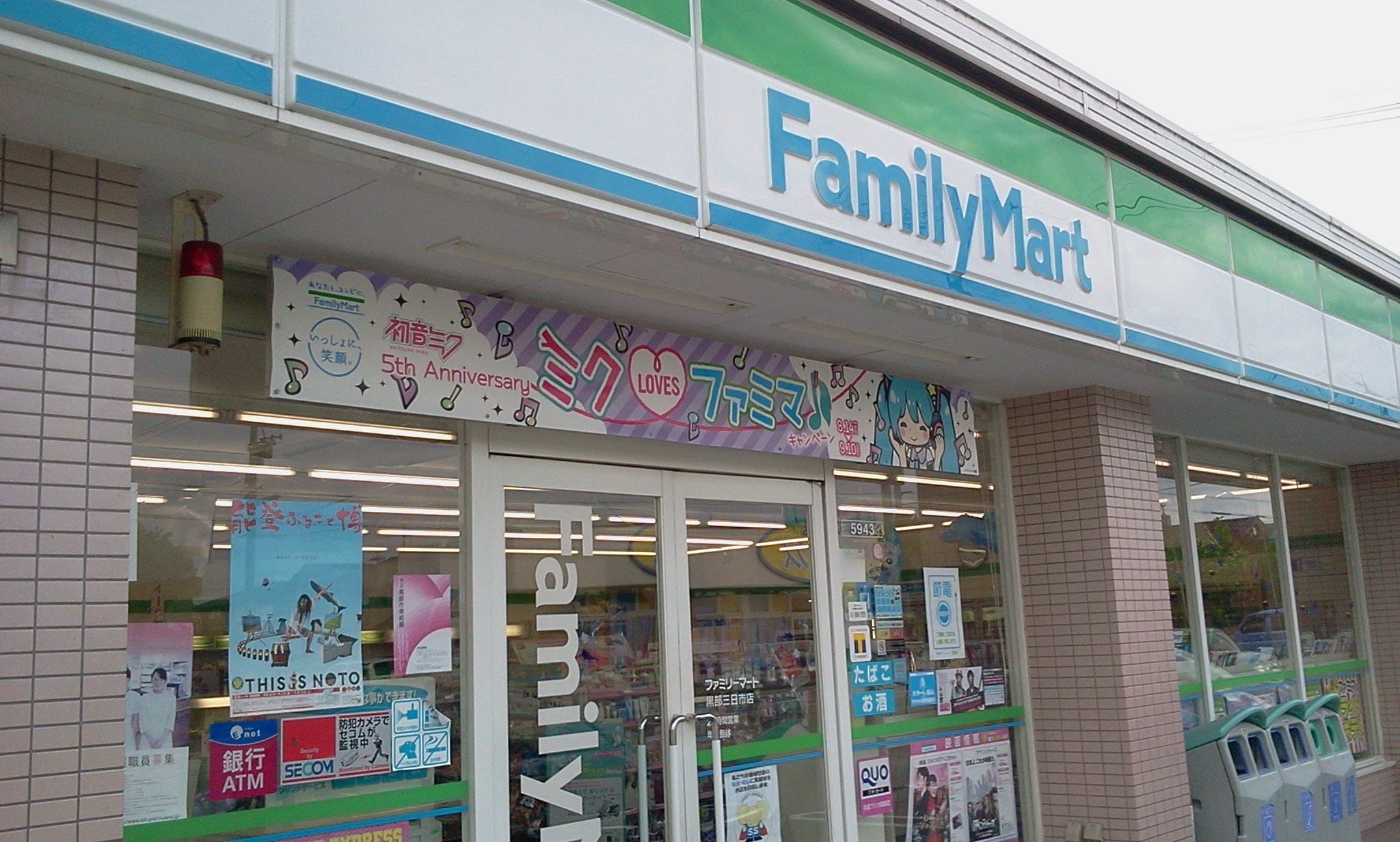
Kollaboration mit der japanischen Convenience-Store-Kette FamilyMart

Ihre Erscheinung ist die eines 16-jährigen Mädchens mit langen türkisfarbenen Haaren, die mit zwei magentafarbenen quadratischen Haarringen zu zwei weit herunterhängenden Zöpfen zusammengebunden sind. Unter diesen trägt sie Kopfhörer, wie sie auch die später veröffentlichten Charaktere trugen. Am Körper trägt sie eine ärmellose Schuluniform mit kurzem Minirock und eine lange Krawatte. Ihre Unterarme werden von Armstrümpfen bedeckt. Ihre Kleidung hat ein futuristisches Design mit verschiedenfarbigen Lichtern an ihren Armstrümpfen und ihrem Rock. Hatsune Miku hat neben ihrem Konzept Design auch noch viele verschiedene „Module“, welche von verschiedenen Illustratoren für Kunst, Events, Musikstücke und Spiele entworfen werden. Diese Module können dem Konzept Design vom Aussehen sehr nahe kommen oder komplett anders sein. Dabei werden meistens ihre Hauptmerkmale wie ihre Farbschema oder ihre generelle Silhouette beibehalten.
Am Oberarm trägt sie eine rote Tätowierung, die sich als „01“ liest und damit eine weitere Anspielung auf den ersten der von Crypton Future Media produzierten Charaktere in der Vocaloid-2-Reihe darstellt. Die Charaktere Rin und Len Kagamine trugen die Nummer „02“, gefolgt von Luka Megurine mit der „03“. Des Öfteren fehlinterpretiert wird die Nummer „04“, die von Teto Kasane getragen wird. Dabei handelt es sich jedoch nicht um einen Charakter der Vocaloid-Reihe, sondern um ein UTAU, und steht somit in keinem direkten Zusammenhang zu den offiziellen Charakteren von Crypton Future Media. Weitere offizielle Charaktere der Reihe besaßen keine dieser Nummern als Erkennungsmerkmal, während die später von Crypton Future Media „adoptierten“ fanbasierenden Charaktere Yowane Haku und Akita Neru ebenfalls eine Tätowierung besitzen, die sich bei Yowane Haku als „DTM“ und bei Akita Neru als „DEN2“ liest.
Miku Hatsune ist 1,58 m groß und wiegt laut Crypton Future Media 42 kg.
Auf Grund des hohen Verwendungsgrades ihrer Illustration von KEI, wurde diese 2012 von Crypton unter der Lizenz Creative Commons CC-BY-NC freigegeben.

## Popularität

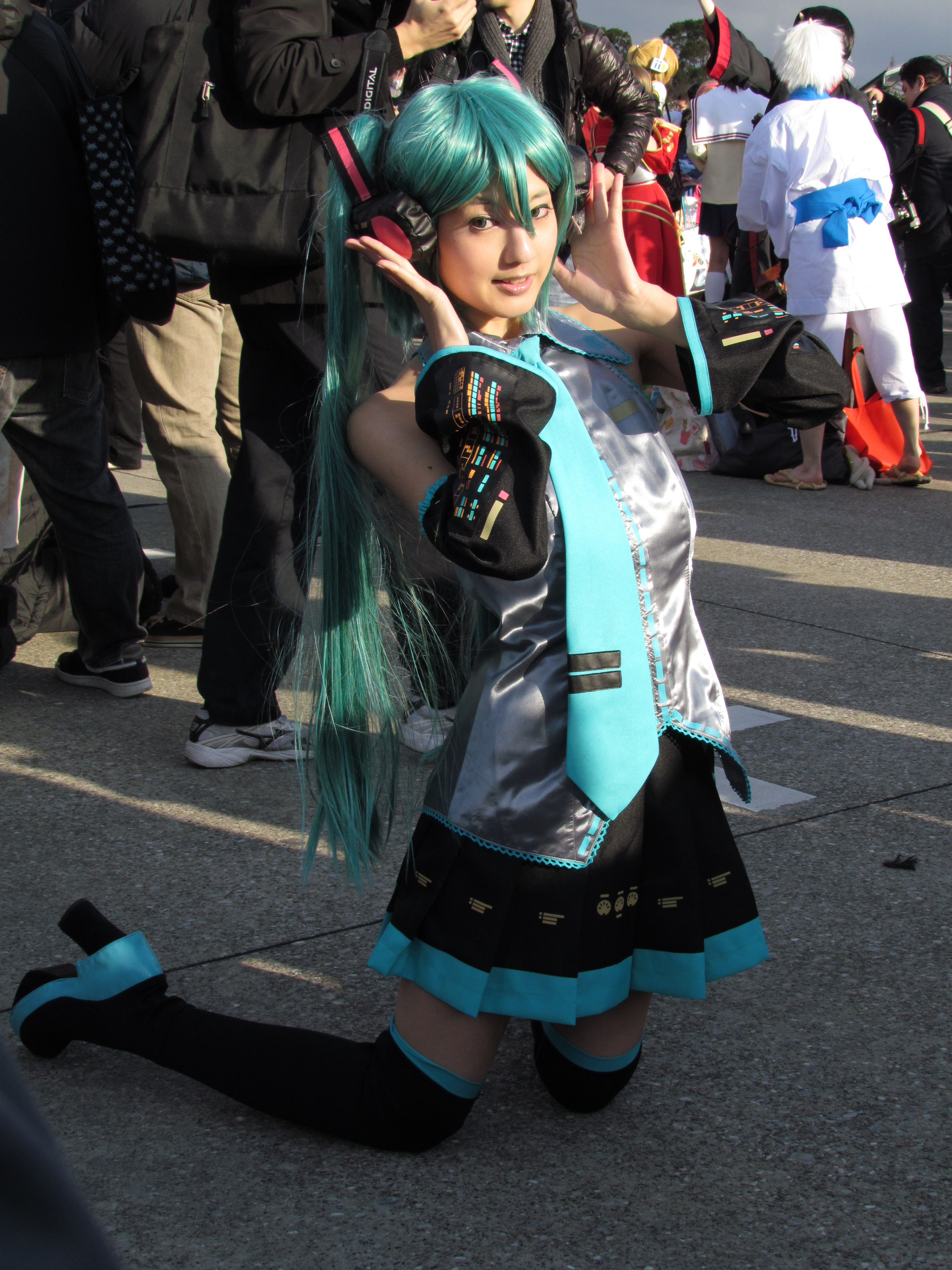
Cosplay von Miku Hatsune

Anfänglich verbreiteten sich hauptsächlich Musikvideos, die beim japanischen Videohoster Nico Nico Douga eingestellt wurden. Ein häufig aufgegriffenes Video zeigte Miku in derselben Pose wie einst Orihime Inoue aus Bleach, deren Auftritt in einem Flash-Video als Loituma Girl die finnische Band Loituma international bekannt machte. Diesmal ließ der Einsteller jedoch den als Ievan Polkka bekannten Titel von der Software interpretieren. Hersteller Crypton sah darin einen Beweis für die vielfältigen Einsatzmöglichkeiten seiner Software. Die im Video verwendete Miku in Super-Deformed-Darstellung mit Lauchstange wird dabei auch als eigene Figur namens Miku Hachune (はちゅね ミク, Hachune Miku) bezeichnet.
Mit gestiegener Bekanntheit der Software wandelte sich Nico Nico Douga zu einem Ort für gemeinschaftliche Projektarbeiten. So wurden die von einigen Nutzern erzeugten Musikstücke durch andere Nutzer illustriert oder in 2D oder auch 3D animiert. Es entstanden daraus zahlreiche Remixes, wo bestimmte Versionen miteinander gekreuzt wurden. Der Hype um die Figur verstärkte sich, als am 18. Oktober 2007 verschiedene Medien unter der Berufung auf eine Mailbox (BBS) berichteten, dass Miku Hatsune das Opfer der Zensur von Google und Yahoo! geworden sei, da keine Bilder von der recht bekannt gewordenen Figur in der Bildersuche beider Anbieter auftauchten. Google und Yahoo verneinten eine Zensur ihrerseits und gaben an, dass ein Fehler in beiden Systemen dazu geführt habe, dass „Hatsune Miku“ (初音 ミク) wie auch einige andere Schlüsselwörter nicht gefunden werden können. Beide Anbieter versprachen daraufhin, den Fehler schnellstmöglich zu beseitigen. Seit dem 19. Oktober 2007 wurden die ersten Bilder von Miku wieder in der Suche von Yahoo gelistet.

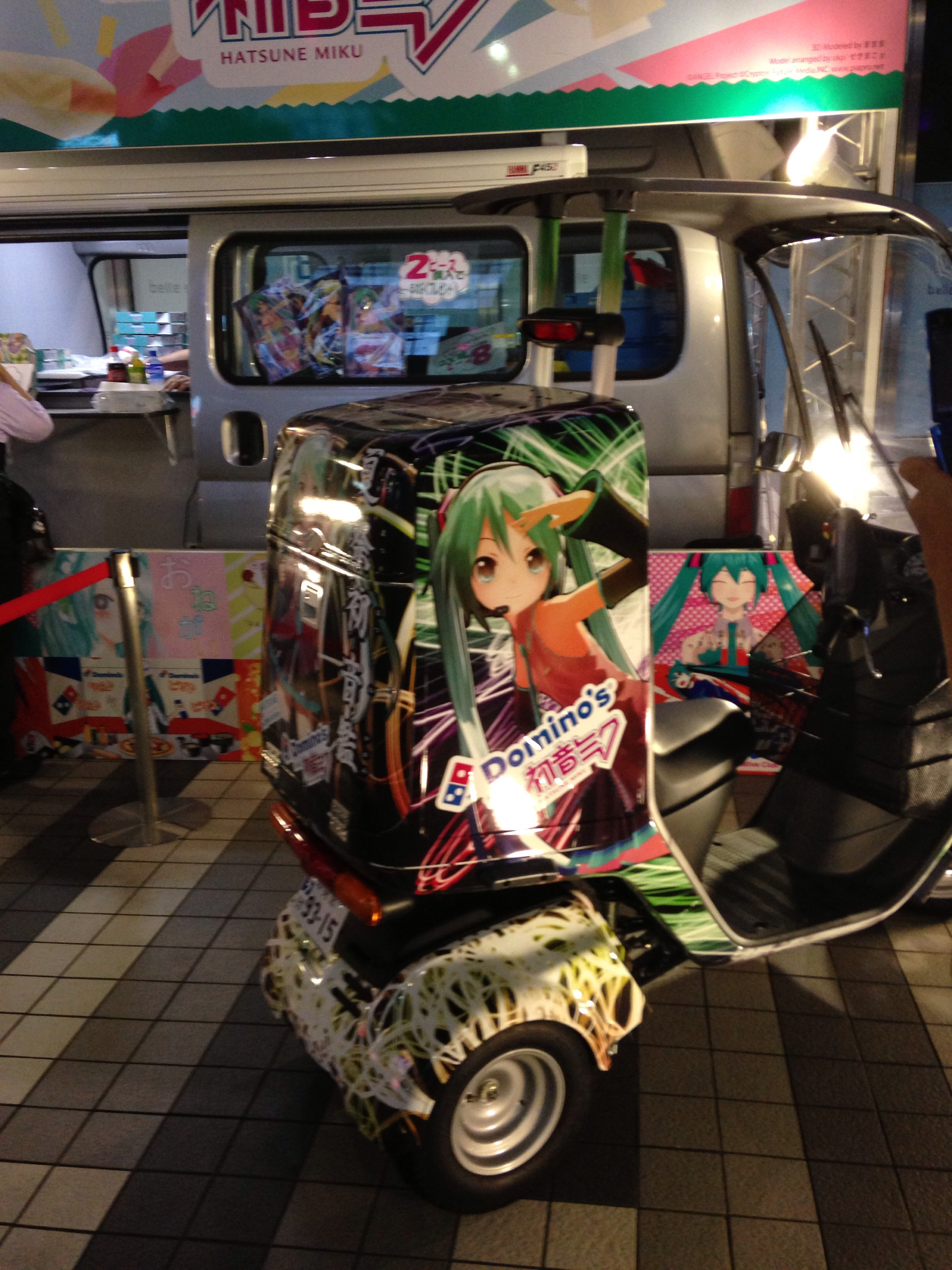
Domino’s Pizza Zustellfahrzeug im Hatsune Miku Design

Im Frühjahr 2013 startete Domino’s Pizza Japan eine Kollaboration mit Crypton unter dem Namen Domino‘s Pizza ft. Hatsune Miku. Während des Zeitraums von mehreren Monaten konnte man seine Bestellungen über eine spezielle App im Hatsune Miku Design abgeben. Besonders das Werbevideo zur Campagne ging online Viral. Später wurde es jedoch vom offiziellen YouTube-Kanal von Domino‘s Pizza gelöscht. Die Internetseite zur Aktion ging im Herbst 2013 vom Netz.
Im Jahr 2023 formte der japanische Videospiel-Entwickler Nintendo zusammen mit Crypton Future Media anlässlich Mikus 16. Jubiläum das „Pokémon feat Hatsune Miku: Project VOLTAGE“. Dabei handelt es sich um 18 Songs, die im Verlauf eines Jahres von Sommer 2023 bis Sommer 2024 veröffentlicht wurden und von bekannten Vocaloid Künstlern geschrieben wurden.

### Snow Miku
Seit 2010 findet zeitgleich zum Sapporo-Schneefestival, das sogenannte Snow Miku Event statt. Dabei handelt es sich um eine Schneskulptur von Hatsune Miku und um eine Ausstellung bei der diverse Firmen Produkte mit Bezug zu Hatsune Miku vorstellen. Seit 2012 wird diese Ausstellung durch eine Straßenbahn in Sonderlackierung im Miku Design begleitet.
2015, 2018 und 2019 wurde das Event außerdem durch ein LIVE Konzert begleitet. Das Event findet in Sapporo statt, da sich dort der Firmensitz von Crypton Future Media, Hatsune Miku’s Entwickler befindet. 2023 wurde zu Ehren des Entwicklers 5 Kanaldeckel im Hatsune Miku Design in der Stadt errichtet.
Im nahegelegenen Chitose Airport befindet sich außerdem die Snow Miku Skytown, ein offizielles Museum und ein Merchandising-Laden zum Thema Hatsune Miku.

## Diskografie

### Alben
| Jahr | Titel | Höchstplatzierung, Gesamtwochen, AuszeichnungChartplatzierungen (Jahr, Titel, Platzierungen, Wochen, Auszeichnungen, Anmerkungen) | Höchstplatzierung, Gesamtwochen, AuszeichnungChartplatzierungen (Jahr, Titel, Platzierungen, Wochen, Auszeichnungen, Anmerkungen) | Anmerkungen                                                                     |
| Jahr | Titel | JP | KR | Anmerkungen                                                                     |
| ---- | --- | --- | --- | ------------------------------------------------------------------------------- |
| 2007 | Hatsune Miku 1st Song Album                                                                                     | — | — | Erstveröffentlichung: 22. September 2007                                        |
| 2008 | CV Series vol. 1: Hoshi no Kakera                                                                               | JP61 (4 Wo.)JP | — | Erstveröffentlichung: 25. Januar 2008                                           |
| 2008 | Re:package | JP5 (20 Wo.)JP | — | Erstveröffentlichung: 2008 Livetune feat. Hatsune Miku                          |
| 2008 | Miku no Kanzume                                                                                                 | JP21 (6 Wo.)JP | — | Erstveröffentlichung: 2008 Oster Project feat. Hatsune Miku                     |
| 2009 | Supercell | JP4 Gold · (37 Wo.)JP | KR49 (9 Wo.)KR | Erstveröffentlichung: 4. März 2009 Supercell feat. Hatsune Miku                 |
| 2009 | Exit Tunes presents Vocarhythm                                                                                  | JP49 (32 Wo.)JP | — | Erstveröffentlichung: 2009 Hatsune Miku feat. Omnibus                           |
| 2009 | Re:Mikus | JP18 (6 Wo.)JP | — | Erstveröffentlichung: 2009 Livetune feat. Hatsune Miku                          |
| 2009 | unformed | JP26 (4 Wo.)JP | — | Erstveröffentlichung: 2009 Doriko feat. Hatsune Miku                            |
| 2009 | Exit Tunes presentes The Very Best Of                                                                           | JP18 (5 Wo.)JP | — | Erstveröffentlichung: 2009 Deadball P loves Hatsune Miku                        |
| 2009 | Exit Tunes presents Vocalostar                                                                                  | JP10 Gold · (20 Wo.)JP | — | Erstveröffentlichung: 2009 Hatsune Miku feat. Omnibus                           |
| 2009 | Hatsune Miku – Project Diva                                                                                     | JP16 (6 Wo.)JP | — | Erstveröffentlichung: 2009 Project Diva feat. Hatsune Miku                      |
| 2009 | Toy Box | JP21 (4 Wo.)JP | — | Erstveröffentlichung: 2009 OneRoom feat. Hatsune Miku                           |
| 2009 | 8 Bit Darling Project; Deluxe                                                                                   | JP171 (1 Wo.)JP | — | Erstveröffentlichung: 2009 Sweet Vacation meets Hatsune Miku                    |
| 2009 | Hatsune Miku Best – Impacts                                                                                     | JP4 (45 Wo.)JP | — | Erstveröffentlichung: 2009 Omnibus                                              |
| 2009 | Hatsune Miku Best – Memories                                                                                    | JP5 (32 Wo.)JP | — | Erstveröffentlichung: 2009 Omnibus                                              |
| 2009 | Heartsnative | JP14 (5 Wo.)JP | — | Erstveröffentlichung: 2009 Mosaic.Wav × Tsuruta Kamo feat. Hatsune Miku         |
| 2009 | Exit Tunes presents The Complete Best of                                                                        | JP44 (4 Wo.)JP | — | Erstveröffentlichung: 2009 Deadball P feat. Hatsune Miku                        |
| 2009 | Exit Tunes presents The Complete Best Of                                                                        | JP53 (3 Wo.)JP | — | Erstveröffentlichung: 2009 Azuma feat. Hatsune Miku                             |
| 2009 | Rainbox Snow – Aurora ni Egaita Love Letter                                                                     | JP57 (4 Wo.)JP | — | Erstveröffentlichung: 2009 Ōzoku Band feat. Hatsune Miku                        |
| 2009 | Exit Tunes presents The Complete Best Of                                                                        | JP39 (5 Wo.)JP | — | Erstveröffentlichung: 2009 164 from 203soundworks feat. Hatsune Miku            |
| 2009 | Miku-Ro Adventure!                                                                                              | JP259 (1 Wo.)JP | — | Erstveröffentlichung: 2009 Aprils feat. Hatsune Miku                            |
| 2010 | Magnet – Favorites Plus                                                                                         | JP18 (8 Wo.)JP | — | Erstveröffentlichung: 2010 Minato (Ryūsei P) feat. Hatsune Miku & Megurine Luka |
| 2010 | Exit Tunes presents Vocalogenesis                                                                               | JP1 Gold · (22 Wo.)JP | — | Erstveröffentlichung: 19. Mai 2010 Omnibus feat. Hatsune Miku                   |
| 2010 | Cinderella Summer feat. Hatsune Miku                                                                            | JP127 (1 Wo.)JP | — | Erstveröffentlichung: 2010 Shōta & Chūwa feat. Hatsune Miku                     |
| 2010 | Hatsune Miku no Shōshitsu                                                                                       | JP6 (11 Wo.)JP | — | Erstveröffentlichung: 2010 CosMo@Bōsō P feat. Hatsune Miku                      |
| 2010 | Miku no Hi Kanshasai 39’s Giving Day Project Diva presents Hatsune Miku Concert – Komban wa, Hatsune Miku desu. | JP18 (5 Wo.)JP | — | Erstveröffentlichung: 1. September 2010                                         |
| 2010 | Shikisai no Hoshi                                                                                               | JP32 (3 Wo.)JP | — | Erstveröffentlichung: 2010 Yūyu feat. Hatsune Miku, Kagamine Rin / Len          |
| 2010 | 初音ミクsingsハルメンズ                                                                                         | JP116 (1 Wo.)JP | — | Erstveröffentlichung: 20. Oktober 2010                                          |
| 2011 | Exit Tunes presents Vocalonexus                                                                                 | JP— GoldJP | — | Erstveröffentlichung: 19. Januar 2011 feat. Hatsune Miku                        |
| 2012 | HATSUMIMI ft. Hatsune Miku                                                                                      | — | — | Erstveröffentlichung: 8. März 2012                                              |
| 2012 | Fairy tale & Girl’s talk ft. Hatsune Miku                                                                       | — | — | Erstveröffentlichung: 29. Juni 2012                                             |
| 2012 | Time To Say Hello! feat. Hatsune Miku                                                                           | — | — | Erstveröffentlichung: 2. Oktober 2012                                           |
| 2013 | Yuki no Neiro feat. Hatsune Miku                                                                                | — | — | Erstveröffentlichung: 5. Februar 2013                                           |
| 2013 | MikXperience e.p.                                                                                               | JP33 (4 Wo.)JP | — | Erstveröffentlichung: 28. August 2013                                           |
| 2013 | Natsu Sora Singathon feat. Hatsune Miku                                                                         | — | — | Erstveröffentlichung: 30. August 2013                                           |
| 2013 | MikuPa: 39's Giving Day (Project DIVA presents Hatsune Miku Solo Concert)                                       | — | — | Erstveröffentlichung: 4. September 2013                                         |
| 2013 | The Greatest Idol                                                                                               | JP6 (5 Wo.)JP | — | Erstveröffentlichung: 6. November 2013, Mitchie M feat. Hatsune Miku            |
| 2013 | Skylight Theater feat. Hatsune Miku                                                                             | — | — | Erstveröffentlichung: 25. November 2013                                         |
| 2014 | Silver Snow Aria feat. Hatsune Miku                                                                             | — | — | Erstveröffentlichung: 5. Februar 2014                                           |
| 2014 | Hatsune Miku Magical Mirai 2014 Official Album                                                                  | JP25 (4 Wo.)JP | — | Erstveröffentlichung: 6. August 2014                                            |
| 2014 | Elegant Record feat. MEIKO                                                                                      | — | — | Erstveröffentlichung: 15. November 2014                                         |
| 2014 | The Letter – Masao Ayaki feat. Hatsune Miku                                                                     | — | — | Erstveröffentlichung: 19. November 2014                                         |
| 2014 | Hatsune Miku Magical Mirai 2013 Live                                                                            | — | — | Erstveröffentlichung: 2014, Blu-Ray                                             |
| 2015 | Hopeful Snow feat. Hatsune Miku                                                                                 | — | — | Erstveröffentlichung: 5. Februar 2015                                           |
| 2015 | Hatsune Miku Magical Mirai 2015 Official Album                                                                  | JP16 (4 Wo.)JP | — | Erstveröffentlichung: 12. August 2015                                           |
| 2015 | STELLA HARMONY feat. Hatsune Miku                                                                               | — | — | Erstveröffentlichung: 19. Dezember 2015                                         |
| 2015 | Hatsune Miku Magical Mirai 2014 LIVE                                                                            | JP6 (5 Wo.)JP | — | Erstveröffentlichung: 2015, Blu-Ray                                             |
| 2015 | Hatsune Miku EXPO in New York                                                                                   | — | — | Erstveröffentlichung: 2015, Vinyl                                               |
| 2016 | Kirayuki * Reflection feat. Hatsune Miku                                                                        | — | — | Erstveröffentlichung: 27. Januar 2016                                           |
| 2016 | Hatsune Miku Expo 2016 E.P.                                                                                     | JP39 (2 Wo.)JP | — | Erstveröffentlichung: 9. März 2016                                              |
| 2016 | Hatsune Miku Magical Mirai 2016 Official Album                                                                  | JP16 (4 Wo.)JP | — | Erstveröffentlichung: 3. August 2016                                            |
| 2016 | Kaito 10th Anniversary -Glorious Blue-                                                                          | — | — | Erstveröffentlichung: 2016                                                      |
| 2016 | Hatsune Miku Magical Mirai 2015 LIVE                                                                            | — | — | Erstveröffentlichung: 2016, Blu-Ray                                             |
| 2017 | Winterland's Anthology feat. Hatsune Miku                                                                       | — | — | Erstveröffentlichung: 25. Januar 2017                                           |
| 2017 | Hatsune Miku Magical Mirai 2017 Official Album                                                                  | JP13 (7 Wo.)JP | — | Erstveröffentlichung: 2. August 2017                                            |
| 2017 | Karent presents Kagamine Lin Ren 10th Anniversary -LODESTAR-                                                    | JP32 (2 Wo.)JP | — | Erstveröffentlichung: 12. Dezember 2017                                         |
| 2017 | Hatsune Miku 10th anniversary Re:Start                                                                          | — | — | Erstveröffentlichung: 31. August 2017                                           |
| 2017 | Hatsune Miku Magical Mirai 2016 LIVE                                                                            | — | — | Erstveröffentlichung: 2017, Blu-Ray                                             |
| 2018 | Karent presents Yukiakari no Nocturne feat. Hatsune Miku                                                        | — | — | Erstveröffentlichung: 24. Januar 2018                                           |
| 2018 | Hatsune Miku Magical Mirai 2018 Official Album                                                                  | JP12 (7 Wo.)JP | — | Erstveröffentlichung: 25. Juli 2018                                             |
| 2018 | Hatsune Miku Magical Mirai 2017 – Miku 10th anniversary - LIVE                                                  | JP3 (5 Wo.)JP | — | Erstveröffentlichung: 2018, Blu-Ray                                             |
| 2019 | Snow White Record feat. Hatsune Miku                                                                            | JP39 (1 Wo.)JP | — | Erstveröffentlichung: 4. Februar 2020                                           |
| 2019 | Hatsune Miku Expo 5th Anniversary E.P.                                                                          | JP47 (2 Wo.)JP | — | Erstveröffentlichung: 29. Mai 2019                                              |
| 2019 | Miku Symphony 2018-2019~ Orchestra Live                                                                         | — | — | Erstveröffentlichung: 4. April 2019                                             |
| 2019 | Hatsune Miku Magical Mirai 2019 Official Album                                                                  | JP9 (7 Wo.)JP | — | Erstveröffentlichung: 10. Juli 2019                                             |
| 2019 | Megurine Luka 10th Anniversary – Fabulous∞Melody -                                                              | JP27 (2 Wo.)JP | — | Erstveröffentlichung: 10. Juli 2019                                             |
| 2019 | Virtual Pop Star                                                                                                | JP20 (4 Wo.)JP | — | Erstveröffentlichung: 6. November 2019, Mitchie M feat. Hatsune Miku            |
| 2019 | Hatsune Miku Magical Mirai 2018 LIVE                                                                            | JP6 (6 Wo.)JP | — | Erstveröffentlichung: 2019, Blu-Ray                                             |
| 2020 | Planet Traveler feat. Hatswune Miku                                                                             | — | — | Erstveröffentlichung: 22. Januar 2020                                           |
| 2020 | Hatsune Miku Magical Mirai 2020 Official Album                                                                  | JP10 (6 Wo.)JP | — | Erstveröffentlichung: 31. August 2020                                           |
| 2020 | HATSUNE MIKU Digital Stars 2020 Compilation                                                                     | JP63 (2 Wo.)JP | — | Erstveröffentlichung: 26. August 2020                                           |
| 2020 | Hatsune Miku Magical Mirai 2019 LIVE                                                                            | JP5 (5 Wo.)JP | — | Erstveröffentlichung: 2020, Blu-Ray                                             |
| 2021 | White Luminescence feat. Hatsune Miku                                                                           | — | — | Erstveröffentlichung: 27. Januar 2021                                           |
| 2021 | HATSUNE MIKU Digital Stars 2021 Compilation                                                                     | — | — | Erstveröffentlichung: 28. Juli 2021                                             |
| 2021 | Hatsune Miku Magical Mirai 2021 Official Album                                                                  | JP12 (7 Wo.)JP | — | Erstveröffentlichung: 29. September 2021                                        |
| 2021 | Digital Stars feat.MIKU & GUMI Compilation Album                                                                | — | — | Erstveröffentlichung: 27. Oktober 2021                                          |
| 2021 | Hatsune Miku Galaxy Live 2021 Official Compilation Album                                                        | JP49 (1 Wo.)JP | — | Erstveröffentlichung: 13. Dezember 2021                                         |
| 2021 | Hatsune Miku Magical Mirai 2020 Live                                                                            | JP6 (4 Wo.)JP | — | Erstveröffentlichung: 2021, Blu-Ray                                             |
| 2022 | Chaotic Oceans feat. Hatsune Miku                                                                               | — | — | Erstveröffentlichung: 26. Januar 2022                                           |
| 2022 | HATSUNE MIKU Digital Stars 2022 Compilation                                                                     | — | — | Erstveröffentlichung: 5. Mai 2022                                               |
| 2022 | Hatsune Miku „Magical Mirai“ 10th Anniversary OFFICIAL ALBUM                                                    | JP8 (6 Wo.)JP | — | Erstveröffentlichung: 7. Juli 2022                                              |
| 2022 | Sekai Symphony 2022 Live                                                                                        | JP12 (3 Wo.)JP | — | Erstveröffentlichung: 11. November 2022, Blu-Ray                                |
| 2022 | Hatsune Miku Magical Mirai 2021 Live                                                                            | JP3 (5 Wo.)JP | — | Erstveröffentlichung: 2022, Blu-Ray                                             |
| 2023 | Hatsune Miku Magical Mirai 10th Live                                                                            | JP9 (3 Wo.)JP | — | Erstveröffentlichung: 18. Januar 2023, Blu-Ray                                  |
| 2023 | Karent presents Winter Sky Fantasia feat. Hatsune Miku                                                          | — | — | Erstveröffentlichung: 25. Januar 2023                                           |
| 2023 | Hatsune Miku Digital Stars 2023 Compilation                                                                     | — | — | Erstveröffentlichung: 29. Juni 2023                                             |
| 2023 | Hatsune Miku „Magical Mirai 2023“ Official ALBUM                                                                | JP16 (6 Wo.)JP | — | Erstveröffentlichung: 7. Juli 2023                                              |
| 2023 | Hatsune Miku "Magical Mirai" Theme Song Collection                                                              | — | — | Erstveröffentlichung: 11. August 2023, Vinyl-Album                              |
| 2023 | Love Live! Sunshine!! Aqours EXTRA LoveLive! 2023 ~It’s a infinity ☆WORLD                                       | — | — | Erstveröffentlichung: 12. Dezember 2023                                         |
| 2024 | Yukiful Kitchen feat. Hatsune Miku                                                                              | — | — | Erstveröffentlichung: 24. Januar 2024                                           |
| 2024 | Hatsune Miku „Magical Mirai“ 2023                                                                               | JP7 (4 Wo.)JP | — | Erstveröffentlichung: 31. Januar 2024, Blu-Ray                                  |
| 2024 | Pokémon feat. Hatsune Miku Project VOLTAGE 18 Types/Songs Collection                                            | — | — | Erstveröffentlichung: 2024                                                      |
| 2024 | Hatsune Miku „Magical Mirai 2024“ OFFICIAL ALBUM                                                                | JP9 (5 Wo.)JP | — | Erstveröffentlichung: 17. Juli 2024                                             |
| 2024 | HATSUNE MIKU EXPO 10th Anniversary E.P.                                                                         | — | — | Erstveröffentlichung: 31. Juli 2024                                             |

grau schraffiert: keine Chartdaten aus diesem Jahr verfügbar

### Singles
| Jahr | Titel Album           | Höchstplatzierung, Gesamtwochen, AuszeichnungChartsChartplatzierungen (Jahr, Titel, Album, Platzierungen, Wochen, Auszeichnungen, Anmerkungen) | Anmerkungen                                           |
| Jahr | Titel Album           | JP | Anmerkungen                                           |
| ---- | --------------------- | --- | ----------------------------------------------------- |
| 2008 | Sakura no Ame –       | JP32 (15 Wo.)JP | Erstveröffentlichung: 2008 Absorb feat. Hatsune Miku  |
| 2022 | Anamanaguchi - Miku – | — | Erstveröffentlichung: 22. Juli 2022 in den USA, Vinyl |

Auf der Basis von Hatsune Miku erschienen zahlreiche Dōjin Ongaku (von Fans produzierte Musik). Ab Anfang 2008 entstanden so erste Alben, die beispielsweise von Frontier Works oder im Selbstverlag publiziert wurden. Durch die Beziehung zu dem Produkt wurde Hatsune Miku immer wieder als Interpret angegeben. Dabei fanden die Stücke auch Verwendung in anderen Medien, wie etwa dem Computerspiel Tori no Hoshi – Aerial Planet (トリノホシ 〜Aerial Planet〜), was dazu führte, dass die mit ihr assoziierte Stimme auch in anderen Medien zu hören ist.
Am 27. August 2008 veröffentlichte Victor Entertainment das Album Re:package. Es enthielt eine Auswahl von Titeln, die von der Stimme Hatsune Miku gesungen wurden. Erstellt wurden die Titel von einer Gruppe von Dōjin-Künstlern, die sich Livetune nannten. Das Album verkaufte sich innerhalb der ersten Woche mehr als 20.000-mal und erreichte in den Charts von Oricon den fünften Platz. Miku Hatsune wurde damit zur ersten synthetischen Pop-Ikone und erhielt beim Seiun-Preis im Jahr 2008 den Preis in der freien Kategorie.
Am 4. März 2009 wurde das Album supercell veröffentlicht, dessen Künstler als supercell feat. Miku Hatsune angegeben wurde. Innerhalb des ersten Tages verkaufte sich die CD mehr als 20.000-mal und erreichte damit den 2. Platz der täglichen und schließlich Platz 4 der Wochencharts. Bereits im Vorfeld der Veröffentlichung wurden viele der Titel von den Erstellern zum kostenlosen Download angeboten und tauchten auf den Videoplattformen Nico Nico Douga und YouTube in zahlreichen Versionen auf. Zu diesen gehörten unter Anderen Koi wa Sensō (恋は戦争, dt. „Liebe ist Krieg“) und Melt (メルト, Meruto, dt. „Schmelzen“). Bis Mai 2010 verkauften sich 100.000 Exemplare dieses Albums, womit es das erfolgreichste aller Vocaloid-Alben war.
Am 26. August 2009 wurden die beiden Alben Hatsune Miku Best – impacts (初音ミクベスト~impacts~) und Hatsune Miku Best – memories (初音ミクベスト~memories~) veröffentlicht, die in der ersten Woche den 4. und 5. Platz der japanischen Album-Charts erreichten. Es handelt sich dabei um Zusammenfassungen bereits zuvor veröffentlichter Titel und Singles.
Am 19. Mai 2010 erschien die Compilation Exit Tunes presents Vocalogenesis feat. Hatsune Miku. Mit dem Vorteil, dass in der Veröffentlichungswoche kein Major-Album startete, erreichte es mit 23.000 verkauften Exemplaren Platz 1.

## Live-Auftritte
Ihren ersten Live-Auftritt hatte Miku Hatsune auf der Animelo Summer Live 2009 -RE:BRIDGE-, dem größten jährlichen Anime-Musik-Konzert, welches zum zweiten Mal in der Saitama Super Arena abgehalten wurde. Dort interpretierte sie, virtuell auf einer Videowand abgebildet, vor etwa 25.000 Zuschauern Titel wie Miku Miku ni Shite Ageru (Shiteyan yo) und Black Rock Shooter. Zugleich wurde im Anschluss der Vorstellung eine Adaptation von Black Rock Shooter als Anime-Fernsehserie bekanntgegeben.
Am 21. November 2009 trat sie beim Anime Festival Asia (AFA) in Singapur auf.

### Miku no Hi Kanshasai 39’s Giving Day
Ihr erstes Solo-Konzert Miku no Hi Kanshasai 39’s Giving Day, bei welchem auch Rin, Len und Luka auftauchten, hatte Miku Hatsune am 9. März 2010 in der Konzerthalle Zepp Tokyo in Odaiba, Tokio. Die 39’s im Namen, offiziell Thank’s übersetzt, kann sich auch auf das Datum beziehen und als Miku gelesen werden. Einschließlich der Zugaben wurden 39 Stücke vorgetragen, wobei eine 3D-Darstellung von ihr auf einem transparenten Bildschirm in menschlicher Größe projiziert wurde. Live-Aufnahmen wurden zeitnah auf Nico Nico Douga gestreamt und erschienen am 1. September 2010 als Audio-CD, UMD, DVD und Blu-ray. Das Konzert wurde 2010 beim 15. Animation Kōbe mit dem Preis in der Kategorie Network Media Award ausgezeichnet, das Miku Hatsune bereits 2008 erhalten hatte.

### Magical Mirai
Seit 2013 finden jährlich, etwa zur Zeit von Mikus Geburtstag Ende August, Konzerte unter dem Titel „Magical Mirai“ (マジカルミライ, Majikaru Mirai, dt. „Magische Zukunft“) in Japan statt, bei dem Miku als auch andere Vocaloid Charaktere wie Kagamine Rin und Len, MEIKO, KAITO und Megurine Luka bekannte Vocaloid Songs aufführen. Der instrumentale Teil der Lieder wird dabei von einer gleichnamigen Band live gespielt. Die Konzerte sind mit einer Ausstellung rund um Miku und Vocaloid im Allgemeinen verbunden und besitzen jedes Jahr ein Theme-Song der extra für das Konzert geschrieben wird. 2023 stammt dieser Song von Ayase der vor allem durch das J-Pop Duo YOASOBI bekannt wurde. 2017 feierten über 30.000 Zuschauer im Rahmen der Konzerte und Ausstellung auch Mikus zehnten Geburtstag. Seit 2016 finden die Konzerte unter anderem in der Makuhari Messe statt. Alle Magical Mirai Konzerte erschienen auch auf DVD und Blu-Ray.

### Miku Expo
Außerhalb Japans gibt es seit 2014 regelmäßig Konzerte unter dem Titel „Miku Expo“. Anfangs fanden die Auftritte in den USA, Kanada, China, Indonesien, Malaysia, Taiwan und Mexiko statt. Wie auch bei „Magical Mirai“ werden beliebte Songs von verschiedenen Vocaloid-Charakteren zusammen mit einer Liveband aufgeführt. Trotz des „Expo“ im Namen sind die Konzerte nicht mit einer Ausstellung verbunden. 2018 gab es mit Konzerten in London, Paris und Köln erstmals Auftritte in Europa. Am 4. Dezember 2018 fand erstmals ein Livekonzert von Hatsune Miku in Deutschland in der Lanxess Arena in Köln statt. Ein zweites Deutschlandkonzert erfolgte am 20. Januar 2020 in der Verti Music Hall in Berlin und im gleichen Jahr ebenfalls erstmalig in den Niederlanden.
Während der Corona-Pandemie im Jahr 2021 fand erstmalig ein Online Konzerte in Form eines VR-Livestreams statt. Die Zuschauer konnten mithilfe einer VR-Brille am Konzert teilhaben. Das Projekt wurde durch eine Crowdfunding-Kampfagne finanziert. 2022 fand das Livestream-Konzert Miku Expo Rewind statt, das aus einem Zusammenschnitt verschiedener vergangener Konzerte bestand und kostenlos auf YouTube gestreamt wurde.
Im Rahmen des 10-jährigen Jubiläums der Miku Expo-Konzertreihe im Jahr 2024, wurden nach langer Pause drei neue Touren angesetzt. Die erste Tour, wurde unter dem Namen Miku Expo 2024 North America von April bis Mai 2024 in den USA, Kanada und Mexiko abgehalten. Die zweite Tour soll vom 26. Oktober bis 2. November in Europa stattfinden. Dabei sind Konzerte in London, Paris, Amsterdam, Brüssel, Berlin, und Düsseldorf geplant. Beide Touren wurden in einer Kollaboration mit dem Anime-Streamingservice Crunchyroll organisiert. Die dritte und letzte Tour, soll im Anschluss an die Europa-Tour erstmals in Australien und Neuseeland stattfinden.

### Weitere Auftritte
Während Lady Gagas ArtRave: The Artpop Ball Welttournee 2014 trat Miku bei manchen Konzerten als Vorband auf. Zuvor hatte sich Gaga auf Twitter als Fan von Miku geäußert.
Des Weiteren tritt Hatsune Miku regelmäßig beim japanischen Musik-Event NicoNicoCho-Party auf, wie zuletzt im Jahr 2022, wo es jährlich auch ein Segment für synthetische Gesangsstimmen gibt.
Im Jahr 2023 fand die Hatsune Miku Thunderbold Tour statt, bei der Hatsune Miku in 5 japanischen Städten auftrat.
Anlässlich Miku’s 16. Jubiläum im Jahr 2023/24 fanden zum einen viele DJ-Events als auch ein Konzert im Nippon Budōkan statt, welches den Namen MikuFes‘24 -Spring- trug, und an eines der ersten Konzerte angelehnt ist, das unter dem Namen MikuFes‘09 - Summer - stattfand.

## Erscheinung in weiteren Medien

### Werbefigur in der Super-GT-Meisterschaft

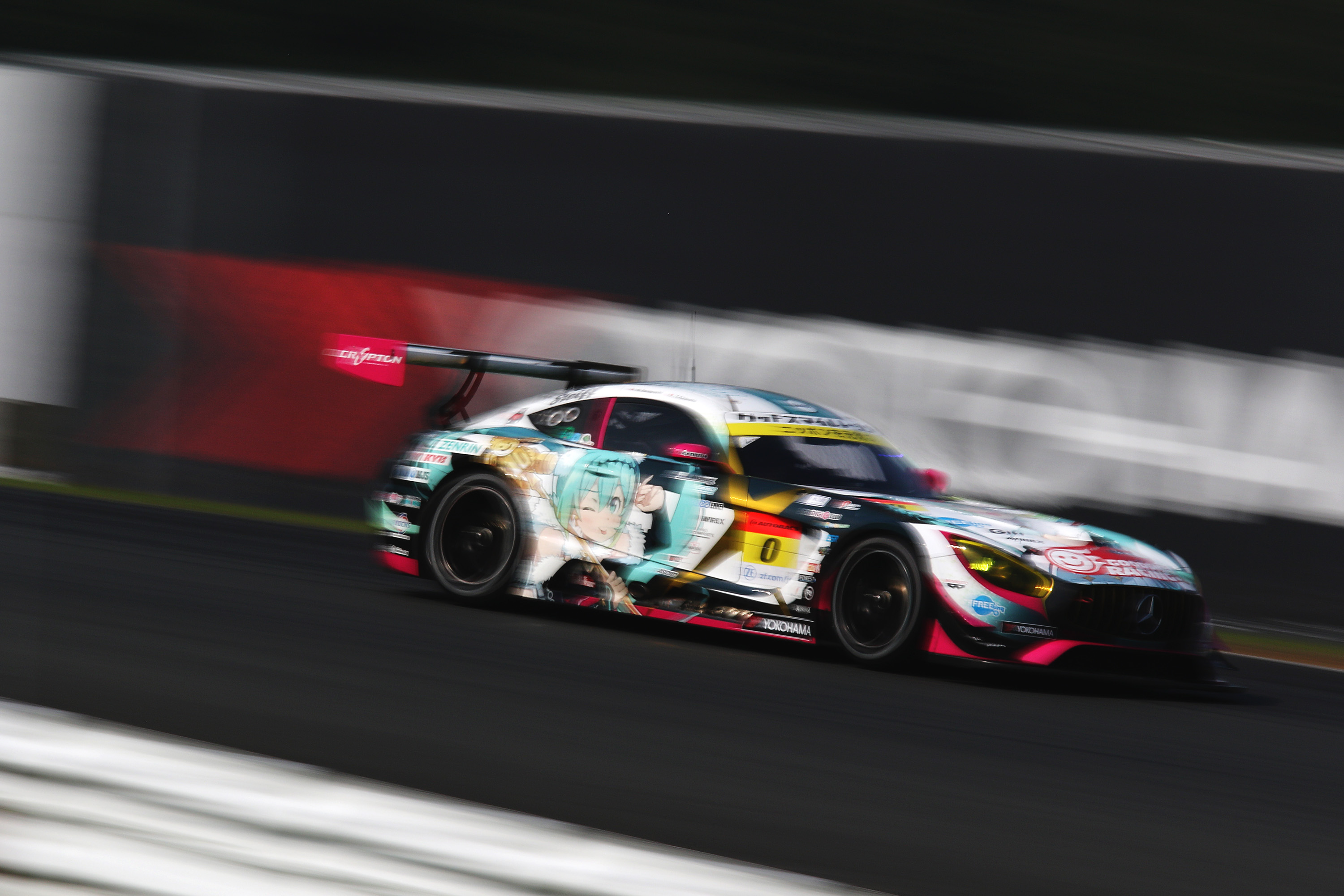
Good Smile Racing Mercedes-AMG GT3, 2018

In der Super-GT-Saison 2008 traten zwei Rennwagen in der GT300-Klasse an, die mit den Bildern und Farbschemen der Charaktere Miku Hatsune und Rin und Len Kagamine (zwei weitere Charaktere aus der Reihe von Vocaloid2) versehen waren. Der Hatsune Miku Studie Glad BMW Z4 (#808) war für Studie, einen Tuning-Anbieter von BMW, unterwegs. Der Hatsune Miku Studie Glad BMW Z4 (#808) getaufte Wagen wurde von den Medien als erster Itasha bezeichnet, der an einem internationalen Rennen der Fédération Internationale de l’Automobile teilgenommen hat. Obwohl der Wagen nur viermal beim Zeittraining antrat und sich nicht qualifizierte, nahm er am letzten Rennen der Saison teil und schloss das Rennen mit einem achtzehnten Platz ab. Als Unterstützer des Teams trat Crypton in Erscheinung. Der Wagen erregte nicht nur aufgrund des Aussehens und Farbschemas Aufmerksamkeit, sondern galt auch als Kandidat für die mögliche Rückkehr von BMW in die Super GT, nachdem der Z4 bereits die Gruppe N in Japan dominiert hatte.
Mit dem gewagten Design war Studie eines der ersten Teams, das Farbschemen aus der Öffentlichkeit übernahm, statt auf professionelle Designer zu setzen. Im Vorfeld wurde auf der Vocaloid-Fan-Website Piapro ein Aufruf gestartet, ein Design für einen Rennwagen zu entwerfen. Viele der freiwilligen Gestalter gingen davon aus, dass es sich nur um das Design eines Rennwagens einer der niederen Klassen oder um Ausstellungsstücke für den Comiket oder Automessen handelte. Daher versahen viele Künstler das ursprüngliche Design mit der Nummer 39 (#39), die mit Miku Hatsune assoziiert wird. Jedoch gehörte diese Nummer bereits zu Toyota und deren Team SARD in der GT500-Klasse und musste daher abgeändert werden.
Nach Abschluss des Rennens wurde bekanntgegeben, dass Studie auch im Jahr 2009 Miku Hatsune als Thema tragen wird und der Wagen unter dem Namen Studie GLAD Racing geführt wird. Hoshina, der Vorsitzende der Mannschaft, merkte an, dass ihm besonders das asymmetrische Farbdesign des Wagens gefalle, da dies eine Seltenheit sei.
Seither nimmt das Goodsmile Racing-Miku Rennsport-Team regelmäßig an Rennen teil. 2017 gewann es denn dritter Platz im GT300.

### Raumfahrt
Im September 2009 war eine Chibi-Version von Miku Hatsune, Miku Hachune  genannt, an Bord einer privaten Rakete des japanischen Social Media Satellite Development Project (SOMESAT, früher はちゅね宇宙航空研究開発機構, Hachune Uchū Kōkū Kenkyū Kaihatsu Kikō, kurz HAXA in Anlehnung an die JAXA), im Rahmen des eXtreme Performance Rocket Ships (XPRS) in der Black Rock Desert in Nevada. Diese erreichte jedoch nur eine Höhe von 1,5 km. Das Projekt entstammt der Gruppierung Nico Nico Gijutsubu (ニコニコ技術部, dt. „Nico-Nico-Ingenieursabteilung“) auf Nico Nico Douga, hinter welcher der Ingenieur Sumio Morioka (森岡 澄夫) stand.
Im November 2009 startete Sumio Morioka eine Petition, um eine von 90 der 12 × 8 cm großen Aluminiumplatten, die als Stabilisierungsgewicht des Venus-Orbiters Akatsuki der japanischen Raumfahrtbehörde JAXA dienen, mit einer Miku-Abbildung zu versehen. Statt der 100 benötigten Unterschriften kamen schließlich 14.000 Stück zusammen, sodass der Orbiter mit drei Platten mit Miku-Illustrationen startete. Eine der Illustrationen ist eine Parodie der Pioneer-Plakette mit Miku Hatsune und Miku Hachune statt des Mann-Frau-Paars.

### Manga
Der Mangaka KEI veröffentlichte den Manga Maker Hikōshiki Hatsune Mix (メーカー非公式 初音みっくす). Er erschien innerhalb des Magazins Comic Rush, das von Jive herausgegeben wird, vom 26. November 2007 (Ausgabe 1/2008) bis 26. Oktober 2010 (Ausgabe 12/2010). Der Manga wurde zwischen dem 7. Dezember 2008 und dem 6. November 2010 auch in drei Sammelbänden (Tankōbon) zusammengefasst.
Ein weiterer Manga mit dem Namen Hachune Miku no Nichijō Roipara! (はちゅねミクの日常 ろいぱら!), gezeichnet von Ontama, wird seit dem 26. Dezember 2007 (Ausgabe 2/2008) innerhalb des Magazins Comp Ace veröffentlicht, das von Kadokawa Shoten herausgegeben wird. Bis zum 26. Oktober 2010 erschienen bisher ebenfalls 3 Sammelbände.
Von Jive wurden im Februar und März 2008 zwei Anthologie-Comic-Bände namens Hatsune Miku: Anthology Comic (初音ミク アンソロジーコミック) herausgegeben, welche mehrere Geschichten von unterschiedlichen Autoren enthalten. Am 25. September 2008 veröffentlichte Kadokawa eine andere Anthologie namens Hatsune Miku Mixing Box (初音ミクMIXING BOX), die zusätzlich eine DVD und eine Figur enthielt.
Am 30. Oktober 2010 erschien bei East Press der Yonkoma-Manga Miku-4 (みくよん, Miku yon) von Nagimiso. Ein weiterer Yonkoma – Shūkan Hajimete no Hatsune Miku (週刊 はじめての初音ミク) – erscheint wöchentlich in Shūeishas Magazin Young Jump seit der Ausgabe 40/2010 vom 2. September 2010, gezeichnet von Kentarō Hayashi.

### Weitere Publikationen
ASCII Media Works veröffentlichte am 6. Februar 2010 das Mook (Magazin in Buchform) Dengeki Layers bible Vol. 2: Vocaloid (電撃レイヤーズ bible Vol.2 VOCALOID) mit Fokus auf Cosplay – Herstellung von entsprechenden Kostümen usw. – von Miku und den anderen Vocaloids.
Am 27. desselben Monats erschien bei Kadokawa das 123-seitige Illustrationsbuch Hatsune Miku Graphics: Vocaloid Art & Comic (初音ミクGraphics VOCALOID ART & COMIC), das eine Sammlung von Illustrationen verschiedener Künstler mit Bezug zu Miku darstellt. Am 30. November erschien der gleichermaßen umfangreiche zweite Band.

### Anime
Durch die Videos und die Presse bekannt geworden, hatten Miku, Rin und Len in einer Folge (Zoku) Sayonara Zetsubō Sensei ihren ersten Cameo-Auftritt innerhalb einer Anime-Fernsehserie, in der verschiedenste Leute und Charaktere versuchten, die Stimme von Meru Otonashi zu imitieren. In der OVA von Lucky Star hatte Miku ebenfalls einen kurzen Auftritt in dem Cosplay-Traum von Kagami.
Im Jahr 2022 erschien Hatsune Miku wiederholt als Nebencharakter in der Anime TV-Serie Dropkick on my Devil was der Serie in Form eines deutlichen Gewinns an Popularität zugutekam. und ebenfalls 2022 erschien sie ebenfalls als limitierter Charakter in Fall Guys, einem populären Online-Multiplayer Spiel des britischen Entwicklers Mediatonic.
Am 29. Juli 2024 gab SEGA und Colorful Palette bekannt, an einem eigenen Hatsune Miku Anime-Film zu arbeiten, welcher auf dem Videospiel Hatsune Miku: Colorful Stage! basiert. Der Film wurde im Januar 2025 unter dem Namen Colorfulstage The Movie: A Miku who can’t sing in den japanischen Kinos veröffentlicht. Der Deutsche Kinosart erfolgte am 5. April 2025.

### Computerspiele
Die japanische Version des Online-Multiplayerspiels PangYa verwendete Miku als Werbefigur für eine Kampagne, die am 22. Mai 2008 startete und sie als eine der Spielfiguren anbot. Ihren ersten Auftritt in einem Konsolenspiel hatte sie in 13-sai no Hello Work DS (13歳のハローワークDS), einem Spiel für Nintendo DS, in dem sie als Nebencharakter im Musiker-Minispiel, danach zudem zweimal in der Haupthandlung und nach dem Abschluss des Spiels in einem wiederholbaren Quiz-Level auftauchte.
Am 2. Juli 2009 erschien das PSP-Rhythmusspiel Hatsune Miku: Project DIVA (初音ミク -Project DIVA-) der Firma Sega.
In der ersten Woche setzte es sich mit 102.821 verkauften Exemplaren auf Platz 2 der japanischen Spielecharts und war in vielen Ländern nach einer Woche bereits ausverkauft.
Außerdem gibt es mittlerweile eine Arcade-Variante mit dem Namen Hatsune Miku: Project DIVA Arcade in ausgewählten Spielhallen von Japan und Singapur sowie den Philippinen und eine in Los Angeles (anlässlich des 2011 stattgefundenen Mikunopolis-Konzertes in den USA). Am 24. Juni 2010 erschien ein Add-On für das PSP-Spiel mit dem Namen Hatsune Miku: Project DIVA Dreamy Theater. Gespielt wird dieses Add-On auf der PlayStation 3 und ermöglicht nach dem Verbinden einer PSP (mit eingelegtem Project DIVA-Spiel) das Spiel auf einem Fernseher in besagter Project DIVA Arcade-Grafik zu spielen.
Am 29. Juli 2010 erschien der Nachfolger Hatsune Miku: Project DIVA 2nd (初音ミク プロジェクト ディーヴァ 2nd), das erweiterte Spielmechaniken aufweist und mehr Inhalte für die anderen Vocaloid-Charaktere bringt. Die PS3-Adaption hierzu, mit dem Namen Hatsune Miku: Project DIVA Dreamy Theater 2nd, wurde am 4. November veröffentlicht.
Am 10. November erschien das Spiel Hatsune Miku: Project DIVA Extend, eine erweiterte Version von „2nd“, in welcher allerdings mehr Kostüme und andere Lieder enthalten sind. Ein weiterer Teil mit dem Titel „Project DIVA ƒ“ erschien für die PlayStation Vita am 30. August 2012 und wird seit dem 7. März 2013 auf der PlayStation 3 angeboten. Zeitgleich zur Veröffentlichung der PS-Vita-Version arbeitete Sega an einem ähnlichen Spiel für den Nintendo 3DS, welches am 8. März 2012 unter dem Namen Hatsune Miku and Future Stars: Project Mirai erschien und Gebrauch von der AR-Funktion der 3DS macht.
Am 26. Mai 2022 erschien erstmalig eine überarbeitete Version für Microsoft Windows-Computer unter dem Namen Hatsune Miku: Project DIVA Mega Mix+.
Das Mobile Game Hatsune Miku: Colorful Stage! erschien am 7. Dezember 2021 für Android und iOS. In Japan ist das Spiel unter dem Namen Project Sekai Colorful Stage! feat. Hatsune Miku bereits am 30. September 2020 erschienen. Im Jahr 2021 verzeichnete es 5 Millionen angemeldete Spieler und war ebenfalls auf Platz 9 der beliebtesten Videospiele auf der Plattform Twitter.
Seit 2025 ist Hatsune Miku auch in Fortnite als spielbarer Charakter vertreten.